# Kondopoga

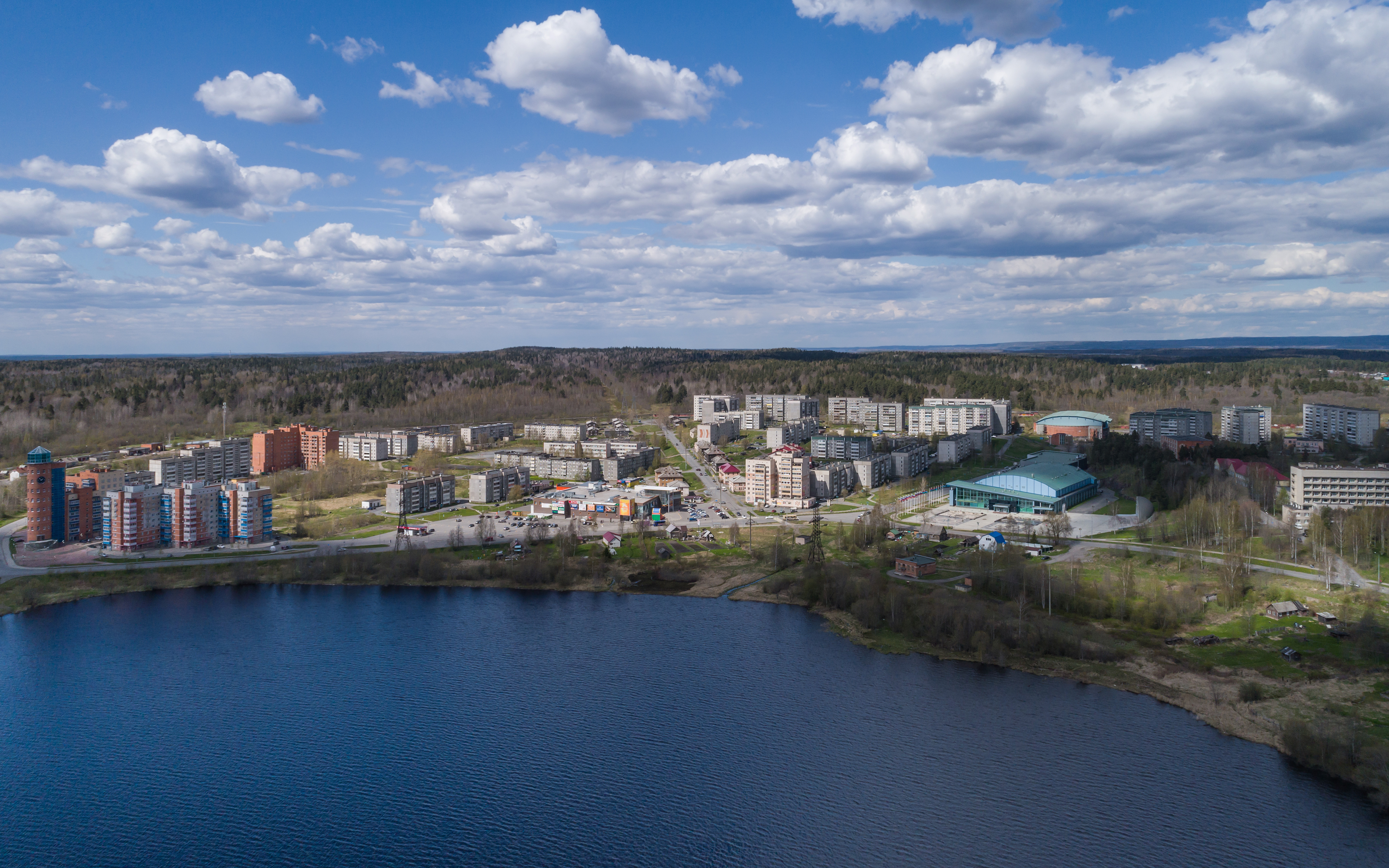
Kondopoga, 2017.

Kondopoga (ryska: Кондопога, karelska: Kondupohju, finska: Kontupohja) är en stad i Karelska republiken, Ryssland, uppbyggd runt en stor pappersfabrik. Staden hade 31 501 invånare i början av 2015. År 2006 var där stridigheter mellan olika etniska folkgrupper, främst mellan ryssar och tjetjener och andra kaukasier. Området bebos av många olika etniska folkgrupper bland annat av romer, finska och karelska folkgrupper. 
Den internationella turistvägen Blå vägen (Norge – Sverige – Finland – Ryssland) passerar Kondopoga.